# Lijst van dierentuinen in Duitsland
Dit is een lijst van dierentuinen in Duitsland.
```
De eigenlijke lijst begint onder de kaart
```

| Dierentuin                                | Plaats                  | Deelstaat                 | Openingsjaar             | Oppervlakte (ha) | Bezoekersaantallen | Opmerkingen                                                     |
| ----------------------------------------- | ----------------------- | ------------------------- | ------------------------ | ---------------- | ------------------ | --------------------------------------------------------------- |
| Aachener Tierpark                         | Aken                    | Noordrijn-Westfalen       | 1966                     | 8,9              | 392.753 (2014)     |                                                                 |
| Vogelpark Abensberg                       | Abensberg               | Beieren                   |                          | 2,8              |                    |                                                                 |
| Tierpark Alsdorfer Weiher                 | Alsdorf                 | Noordrijn-Westfalen       | 1967                     | 30               |                    |                                                                 |
| Zoo Aschersleben                          | Aschersleben            | Saksen-Anhalt             | 1973                     | 10               |                    |                                                                 |
| Zoo Augsburg                              | Augsburg                | Beieren                   | 1937                     | 21               | 674.000 (2018)     |                                                                 |
| Tierpark Bad Pyrmont                      | Bad Pyrmont             | Nedersaksen               | 1962                     | 3                |                    |                                                                 |
| Sea Life Berlin met AquaDom               | Berlijn                 | Berlijn                   | 2003                     |                  |                    | Op 16 december 2022 barstte de AquaDom en is sindsdien gesloten |
| Tierpark Berlin Friedrichsfelde           | Berlijn                 | Berlijn                   | 1955                     | 160              | 1.730.000 (2019)   |                                                                 |
| Zoologischer Garten Berlin                | Berlijn                 | Berlijn                   | 1844                     | 35               | 3.636.430 (2022)   |                                                                 |
| Tiergarten Bernburg                       | Bernburg                | Saksen-Anhalt             | 1909                     | 8,5              |                    |                                                                 |
| Tierpark und Fossilium Bochum             | Bochum                  | Noordrijn-Westfalen       | 1933                     | 1,9              |                    |                                                                 |
| Arche Noah Zoo Braunschweig               | Braunschweig            | Nedersaksen               | 1964                     | 3                |                    |                                                                 |
| Zoo am Meer                               | Bremerhaven             | Vrije Hanzestad Bremen    | 1913 / 2004 (heropening) | 1,2              |                    | Is in 2003/2004 volledig verbouwd en opnieuw geopend.           |
| Tierpark Chemnitz                         | Chemnitz                | Saksen                    | 1964                     | 10               |                    |                                                                 |
| Tierpark Cottbus                          | Cottbus                 | Brandenburg               | 1954                     | 25               |                    |                                                                 |
| Zoo Vivarium Darmstadt                    | Darmstadt               | Hessen                    | 1965                     | 5                |                    |                                                                 |
| Hirsch und Saupark Daun                   | Daun                    | Rijnland-Palts            | 1965                     |                  |                    |                                                                 |
| Tierpark Nadermann                        | Delbrück                | Noordrijn-Westfalen       | 1967                     | 8                |                    |                                                                 |
| Tiergarten Delitzsch                      | Delitzsch               | Saksen                    | 1968                     | 4                |                    |                                                                 |
| Zoo Dortmund                              | Dortmund                | Noordrijn-Westfalen       | 1953                     | 28               | 446.000 (2017)     |                                                                 |
| Wolfcenter Dörverden                      | Dörverden               | Nedersaksen               | 2010                     | 5,2              |                    |                                                                 |
| Zoo Dresden                               | Dresden                 | Saksen                    | 1861                     | 13               | 903.000 (2018)     |                                                                 |
| Zoo Duisburg                              | Duisburg                | Noordrijn-Westfalen       | 1934                     | 15,5             | 794.000 (2018)     |                                                                 |
| Aquazoo-Löbbecke-Museum                   | Düsseldorf              | Noordrijn-Westfalen       | 1947 / 1987              | 0,7              |                    |                                                                 |
| Zoologischer Garten Eberswalde            | Eberswalde              | Brandenburg               | 1928                     | 15               |                    |                                                                 |
| Tierpark Eilenburg                        | Eilenburg               | Saksen                    | 1959                     | 4                |                    |                                                                 |
| Tiergarten Eisenberg                      | Eisenberg               | Thüringen                 | 1971                     | 2,5              |                    |                                                                 |
| Thüringer Zoopark Erfurt                  | Erfurt                  | Thüringen                 | 1959                     | 63               |                    |                                                                 |
| Tierpark Finsterwalde                     | Finsterwalde            | Brandenburg               | 1970                     | 7,5              |                    |                                                                 |
| Zoo Frankfurt                             | Frankfurt               | Hessen                    | 1858 / 1874              | 11               | 825.000 (2019)     |                                                                 |
| ZOOM Erlebniswelt                         | Gelsenkirchen           | Noordrijn-Westfalen       | 1949                     | 30               | 956.154 (2014)     |                                                                 |
| Tierpark Gera                             | Gera                    | Thüringen                 | 1962                     | 20               |                    |                                                                 |
| Adler und Wolfspark Kasselburg            | Gerolstein              | Rijnland-Palts            | 1970                     |                  |                    |                                                                 |
| Tierpark Gettorf                          | Gettorf                 | Sleeswijk-Holstein        | 1968                     | 4                |                    |                                                                 |
| Tierpark Göppingen                        | Göppingen               | Baden-Württemberg         | 1952                     | 1,5              |                    |                                                                 |
| Tierpark Görlitz                          | Görlitz                 | Saksen                    | 1957                     | 5                |                    |                                                                 |
| Tierpark Gotha                            | Gotha                   | Thüringen                 | 1954                     | 6                |                    |                                                                 |
| Zoo Arche Noah Grömitz                    | Grömitz                 | Sleeswijk-Holstein        | 1976                     | 10               |                    |                                                                 |
| Tiergarten Fasanerie Groß-Gerau           | Groß-Gerau              | Hessen                    | 1958                     | 3,5              |                    |                                                                 |
| Zoologischer Garten Halle                 | Halle                   | Saksen-Anhalt             | 1901                     | 9                |                    |                                                                 |
| Tierpark Hagenbeck                        | Hamburg                 | Hamburg                   | 1907                     | 25               | 1.810.000 (2018)   |                                                                 |
| Tierpark Hamm                             | Hamm                    | Noordrijn-Westfalen       | 1934                     | 8                |                    |                                                                 |
| Zoo Hannover                              | Hannover                | Nedersaksen               | 1865                     | 22               | 1.036.000 (2019)   |                                                                 |
| Sea Life Hannover                         | Hannover                | Nedersaksen               | 2007                     | 0,25             |                    |                                                                 |
| Zoo Heidelberg                            | Heidelberg              | Baden-Württemberg         | 1934                     | 12               |                    |                                                                 |
| Tierpark Herborn                          | Herborn                 | Hessen                    | 1966                     | 1                |                    |                                                                 |
| Tierpark Herford                          | Herford                 | Noordrijn-Westfalen       | 1952                     | 3                |                    |                                                                 |
| Serengeti-Park                            | Hodenhagen              | Nedersaksen               | 1974                     | 200              |                    |                                                                 |
| Zoologischer Garten Hof                   | Hof                     | Beieren                   | 1954                     | 2                |                    |                                                                 |
| Tierpark Sababurg                         | Hofgeismar              | Hessen                    | 1973                     | 130              |                    |                                                                 |
| Zoo Hoyerswerda                           | Hoyerswerda             | Saksen                    | 1959                     | 6                |                    |                                                                 |
| Kleinzoo Wasserstern                      | Ingolstadt              | Beieren                   | 1948                     |                  |                    |                                                                 |
| Biotopwildpark Anholter Schweiz           | Isselburg               | Noordrijn-Westfalen       | 1892                     | 56               |                    |                                                                 |
| Zoologischer Stadtgarden Karlsruhe        | Karlsruhe               | Baden-Württemberg         | 1865                     | 18               | 1.406.000 (2014)   |                                                                 |
| Zoo am Rammelsberg                        | Kassel                  | Hessen                    | 1974                     | 2                |                    |                                                                 |
| Kölner Zoo                                | Keulen                  | Noordrijn-Westfalen       | 1860                     | 20               | 1.347.000 (2019)   |                                                                 |
| Aquarium GEOMAR                           | Kiel                    | Sleeswijk-Holstein        | 1972                     |                  |                    |                                                                 |
| Tiergarten Kleve                          | Kleef                   | Noordrijn-Westfalen       | 1959                     | 5,5              |                    |                                                                 |
| Wild- und Freizeitpark Klotten            | Klotten                 | Rijnland-Palts            | 1970                     |                  |                    |                                                                 |
| Sea Life Königswinter                     | Königswinter            | Noordrijn-Westfalen       | 2005                     |                  |                    | Gesloten in 2022                                                |
| Sea Life Centre Konstanz                  | Konstanz                | Baden-Württemberg         | 1999                     |                  |                    |                                                                 |
| Zoo Krefeld                               | Krefeld                 | Noordrijn-Westfalen       | 1938                     | 14               |                    |                                                                 |
| Opel-Zoo                                  | Kronberg im Taunus      | Hessen                    | 1956                     | 27               |                    |                                                                 |
| Reptilium Terrarien- und Wüstenzoo Landau | Landau in der Pfalz     | Rijnland-Palts            | 2001                     | 3,4              |                    |                                                                 |
| Zoo Landau in der Pfalz                   | Landau in der Pfalz     | Rijnland-Palts            | 1901                     | 4,5              |                    |                                                                 |
| Tierpark Essehof                          | Lehre                   | Nedersaksen               | 1968                     |                  |                    |                                                                 |
| Zoo Leipzig                               | Leipzig                 | Saksen                    | 1878                     | 27               |                    |                                                                 |
| Eifel-Zoo                                 | Lünebach                | Rijnland-Palts            | 1972                     | 30               |                    |                                                                 |
| Zoologischer Garten Magdeburg             | Maagdenburg (stad)      | Saksen-Anhalt             | 1950                     | 16               | 337.000 (2014)     |                                                                 |
| Vogelpark Marlow                          | Marlow                  | Mecklenburg-Voor-Pommeren | 1994                     | 22               |                    |                                                                 |
| ZooPark Metelen                           | Metelen                 | Noordrijn-Westfalen       | 1975                     | 17               |                    | Gesloten in 2011                                                |
| Wildpark Gangelt                          | Mindergangelt           | Noordrijn-Westfalen       | 1969                     | 30               |                    |                                                                 |
| Tiergarten Mönchengladbach                | Mönchengladbach         | Noordrijn-Westfalen       | 1957                     | 4,3              |                    |                                                                 |
| Sea Life München                          | München                 | Beieren                   | 2006                     | 0,2              |                    |                                                                 |
| Tierpark Hellabrunn                       | München                 | Beieren                   | 1911                     | 40               | 985.000 (2019)     |                                                                 |
| Allwetterzoo Münster                      | Münster                 | Noordrijn-Westfalen       | 1875 / 1974              | 30               | 649.000 (2017)     |                                                                 |
| Tierpark Neumünster                       | Neumünster              | Sleeswijk-Holstein        | 1951                     | 24               |                    |                                                                 |
| Tiergarten Nürnberg                       | Neurenberg              | Beieren                   | 1912 / 1939              | 65               | 1.186.000 (2018)   |                                                                 |
| Zoo Neuwied                               | Neuwied                 | Rijnland-Palts            | 1970                     | 13,5             |                    |                                                                 |
| Vogelpark Niendorf                        | Niendorf bij Berkenthin | Sleeswijk-Holstein        | 1973                     | 7                |                    |                                                                 |
| Tierpark Nordhorn                         | Nordhorn                | Nedersaksen               | 1950                     | 12               |                    |                                                                 |
| Wildpark Luneburger Heide                 | Nindorf-Hanstedt        | Nedersaksen               |                          |                  |                    |                                                                 |
| Sea Life Oberhausen                       | Oberhausen              | Noordrijn-Westfalen       | 2002                     |                  |                    |                                                                 |
| Exotarium Oberhof                         | Oberhof                 | Thüringen                 | 2000                     | 0,6              |                    |                                                                 |
| Vogelpark Olching                         | Olching                 | Beieren                   | 1982                     | 2                |                    |                                                                 |
| Tierpark Irgenöd                          | Ortenburg               | Beieren                   | 1975                     | 6                |                    | Heette tot 2024 Vogel- und Tierpark Irgenöd                     |
| Zoo Osnabrück                             | Osnabrück               | Nedersaksen               |                          |                  |                    |                                                                 |
| Tierpark Perleberg                        | Perleberg               | Brandenburg               | 1964                     | 15               |                    |                                                                 |
| Tierpark Petersberg                       | Petersberg              | Saksen-Anhalt             | 1965                     | 1,5              |                    |                                                                 |
| Wildpark Pforzheim                        | Pforzheim               | Baden-Württemberg         | 1968                     | 16,5             |                    |                                                                 |
| Tierpark Recklinghausen                   | Recklinghausen          | Noordrijn-Westfalen       | 1931                     | 1,3              |                    |                                                                 |
| Affen- und Vogelpark Eckenhagen           | Reichshof               | Noordrijn-Westfalen       | 1981                     | 8                |                    |                                                                 |
| TerraZoo Rheinberg                        | Rheinberg               | Noordrijn-Westfalen       | 1996                     |                  |                    |                                                                 |
| NaturZoo Rheine                           | Rheine                  | Noordrijn-Westfalen       | 1937                     | 13               |                    |                                                                 |
| Zoo Rostock                               | Rostock                 | Mecklenburg-Voor-Pommeren | 1899                     | 56               |                    |                                                                 |
| Saarbrücker Zoo                           | Saarbrücken             | Saarland                  | 1929                     | 17               | 260.000 (2014)     |                                                                 |
| Zoo Schwerin                              | Schwerin                | Mecklenburg-Voor-Pommeren | 1956                     | 25               |                    |                                                                 |
| Solinger Vogel- und Tierpark              | Solingen                | Noordrijn-Westfalen       | 1927                     | 1,5              |                    |                                                                 |
| Tierpark Fauna                            | Solingen                | Noordrijn-Westfalen       | 1932                     | 3                |                    |                                                                 |
| Sealife Speyer                            | Speyer                  | Rijnland-Palts            | 2003                     |                  |                    |                                                                 |
| Tiergarten Staßfurt                       | Staßfurt                | Saksen-Anhalt             | 1954                     | 5,5              |                    |                                                                 |
| Vogelpark Steinen                         | Steinen                 | Baden-Württemberg         | 1980                     | 10               |                    |                                                                 |
| Tiergarten Stendal                        | Stendal                 | Saksen-Anhalt             | 1934                     | 6                |                    |                                                                 |
| Deutsches Meeresmuseum Stralsund          | Stralsund               | Mecklenburg-Voor-Pommeren | 1951                     |                  |                    |                                                                 |
| Zoo Stralsund                             | Stralsund               | Mecklenburg-Voor-Pommeren | 1959                     | 16               |                    |                                                                 |
| Tiergarten Straubing                      | Straubing               | Beieren                   | 1937                     | 18               |                    |                                                                 |
| Wilhelma                                  | Stuttgart               | Baden-Württemberg         | 1953                     | 30               | 1.677.000 (2019)   |                                                                 |
| Tierpark Suhl                             | Suhl                    | Thüringen                 | 1969                     | 12               |                    |                                                                 |
| Tiergarten Teltow                         | Teltow                  | Brandenburg               | 1990                     | 1                |                    | Was in 1968 geopend als privé park.                             |
| Tierpark Hexentanzplatz                   | Thale                   | Saksen-Anhalt             | 1973                     | 9,5              |                    |                                                                 |
| Sea Life Timmendorfer Strand              | Timmendorfer Strand     | Sleeswijk-Holstein        | 1996                     |                  |                    |                                                                 |
| Tierpark Ueckermünde                      | Ueckermünde             | Mecklenburg-Voor-Pommeren | 1962                     | 18               |                    |                                                                 |
| Vogelpark Viernheim                       | Viernheim               | Hessen                    | 1960                     | 10               |                    |                                                                 |
| Tierpark Ströhen                          | Wagenfeld               | Nedersaksen               | 1959                     | 30               |                    |                                                                 |
| Vogelpark Walsrode                        | Walsrode                | Nedersaksen               | 1962                     | 24               | 250.000 (2014)     |                                                                 |
| Tierpark Weißwasser                       | Weißwasser              | Saksen                    | 1966                     | 6,5              |                    |                                                                 |
| Sylt Aquarium                             | Westerland              | Sleeswijk-Holstein        | 2004                     | 0,17             |                    |                                                                 |
| Tier- und Pflanzenpark Fasanerie          | Wiesbaden               | Hessen                    | 1955                     | 23               |                    |                                                                 |
| Aquarium Wilhelmshaven                    | Wilhelmshaven           | Nedersaksen               | 2002                     |                  |                    |                                                                 |
| Wingster Waldzoo                          | Wingst                  | Nedersaksen               | 1972                     | 5                |                    | Heette tot eind 2021 Zoo in der Wingst                          |
| Tierpark Arche Warder                     | Warder                  | Sleeswijk-Holstein        | 1954 / 2003              | 40               |                    |                                                                 |
| Tierpark Wismar                           | Wismar                  | Mecklenburg-Voor-Pommeren | 1969                     | 17               |                    |                                                                 |
| Tierpark Wittenberg                       | Wittenberg              | Saksen-Anhalt             | 1967                     | 0,5              |                    |                                                                 |
| Tiergarten Worms                          | Worms                   | Rijnland-Palts            | 1972                     | 8,5              |                    |                                                                 |
| Tierpark Wolgast                          | Wolgast                 | Mecklenburg-Voor-Pommeren | 1961                     | 10               |                    |                                                                 |
| Zoo Wuppertal                             | Wuppertal               | Noordrijn-Westfalen       | 1881                     | 24               | 585.000 (2019)     |                                                                 |
| Tierpark Zittau                           | Zittau                  | Saksen                    | 1965                     | 7                |                    |                                                                 |
| Nationaal Park Bayerischer Wald           |                         | Beieren                   | 1970                     | 242              |                    |                                                                 |